# Slovenské autonomistické hnutí
Slovenské autonomistické hnutí nebo slovenský autonomismus bylo v meziválečném období v ČSR hnutí za větší míru samostatnosti Slovenska. Jeho hlavní představitelkou byla Hlinkova slovenská ľudová strana (HSLS), v jejímž čele stáli politici jako Andrej Hlinka, Jozef Tiso, Alexander Mach, Vojtech Tuka. Návrhy na vytvoření slovenské autonomie byly předloženy parlamentu v letech 1919 (SNS) jakož i 1921, 1922, 1930 a 1938 (HSLS).
Snahou byla změna centralistického systému organizace státu ve prospěch větších pravomocí pro Slovensko. Jistým ústupkem od státního centralismu bylo zavedení zemského zřízení v červenci 1927, které vstoupilo v platnost v roce 1928. Slovensko se tak stalo samostatnou administrativní „zemí“, v jejímž čele stál zemský prezident a celoslovenský zemský úřad. Podstata centralistického uspořádání se tím však výrazně nezměnila.
Hnutí dosáhlo svého cíle, tj. zavedení slovenské autonomie, až po mnichovském diktátu. Na schůzce představitelů slovenských politických stran v Žilině ve dnech 5. a 6. října 1938 HSLS předložila občanským stranám svůj návrh autonomie. Ty ho přijaly a pražská vláda návrh také akceptovala. Dne 7. října jmenovala zemskou autonomní vládu, v jejímž čele stál Jozef Tiso (Druhá republika).